# Euphorbia meyeniana
Euphorbia meyeniana är en törelväxtart som beskrevs av Johann Friedrich Klotzsch. Euphorbia meyeniana ingår i släktet törlar, och familjen törelväxter. Inga underarter finns listade i Catalogue of Life.